# سید تیمور حسینی
سید تیمور حسینی (زاده ۱۳۴۵ کرمانشاه) سرتیپ‌دوم فرماندهی انتظامی جمهوری اسلامی ایران است، که از دی‌ماه ۱۴۰۲ به‌عنوان رئیس پلیس راهنمایی و رانندگی فراجا (پلیس راهور) فعالیت می‌کند. وی پیش از این جانشین رئیس پلیس راهنمایی و رانندگی فراجا بود.
حسینی از ۱۳۸۷ تا ۱۳۹۰ ریاست پلیس راهنمایی و رانندگی استان گیلان را برعهده داشت و در فاصله سال‌های ۱۳۹۰ تا ۱۳۹۳ رئیس دانشکده علوم و فنون راهور بود. او از ۱۳۹۳ تا ۱۳۹۵ به‌عنوان رئیس راهنمایی و رانندگی تهران بزرگ فعالیت می‌کرد و از ۱۳۹۵ تا ۱۳۹۹ برای دومین بار رئیس دانشکده راهور بود. حسینی از ۱۳۹۹ تا ۱۴۰۲ به‌عنوان جانشین رئیس پلیس راهنمایی و رانندگی فراجا فعالیت می‌کرد.

## جایزه‌ها و نشان‌های افتخار
این بخش شامل نشان‌ها و جایزه‌های رسمی سردار سید تیمور حسینی است که بر روی لباس همسان او نصب می‌شود ولی جایزه‌های غیرنظامی و غیررسمی را دربر نخواهد گرفت.

### آرم‌ها
| آرم‌های یقه |
|            |

| آرم‌های بازو        |
| راهنمایی و رانندگی |

| آرم‌های دوره‌های تحصیلی   |
| ----------------------- |
| - دانشگاه عالی دفاع ملی |